# Iwakura-Mission in Deutschland

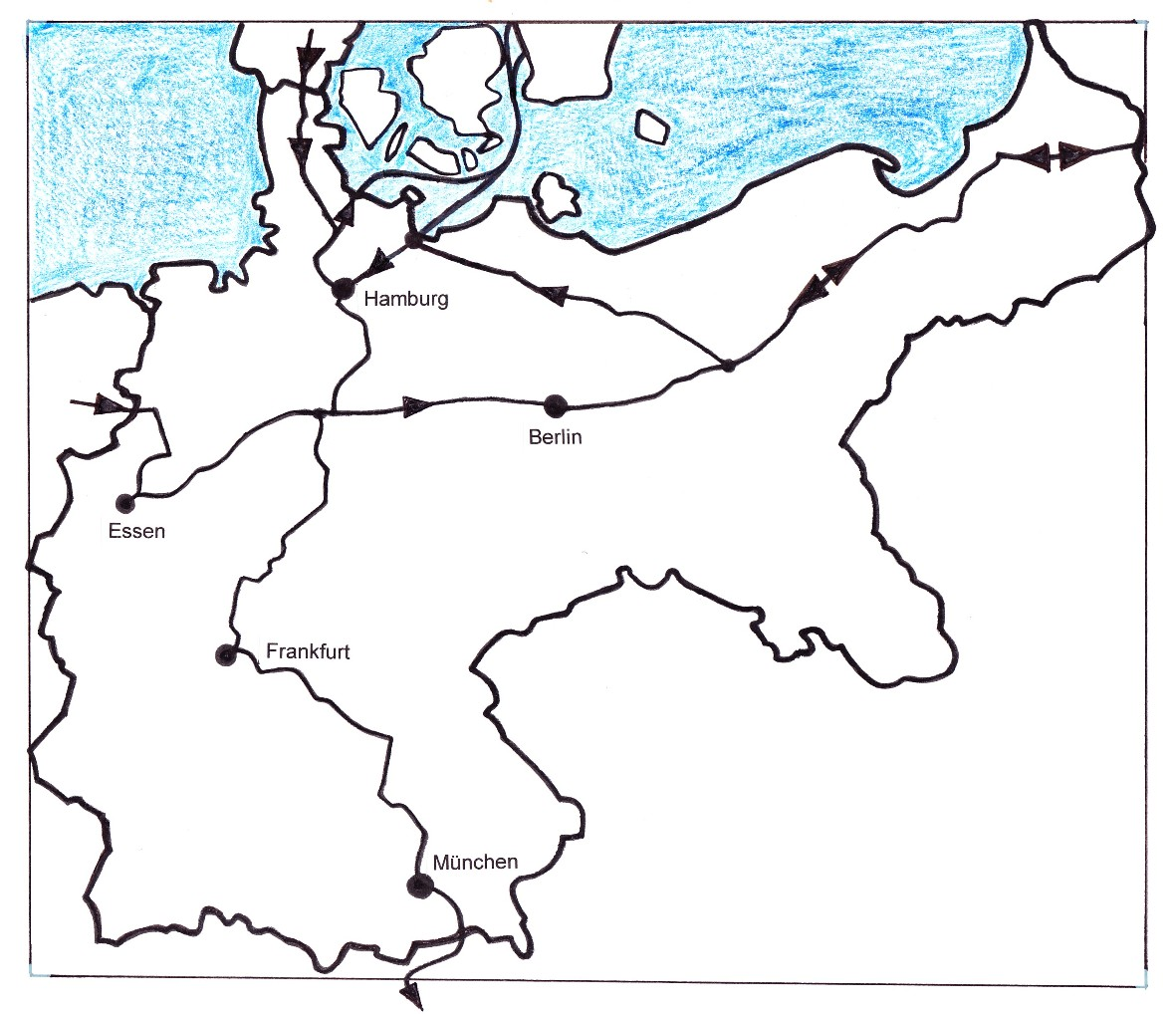
Reiseroute in Deutschland

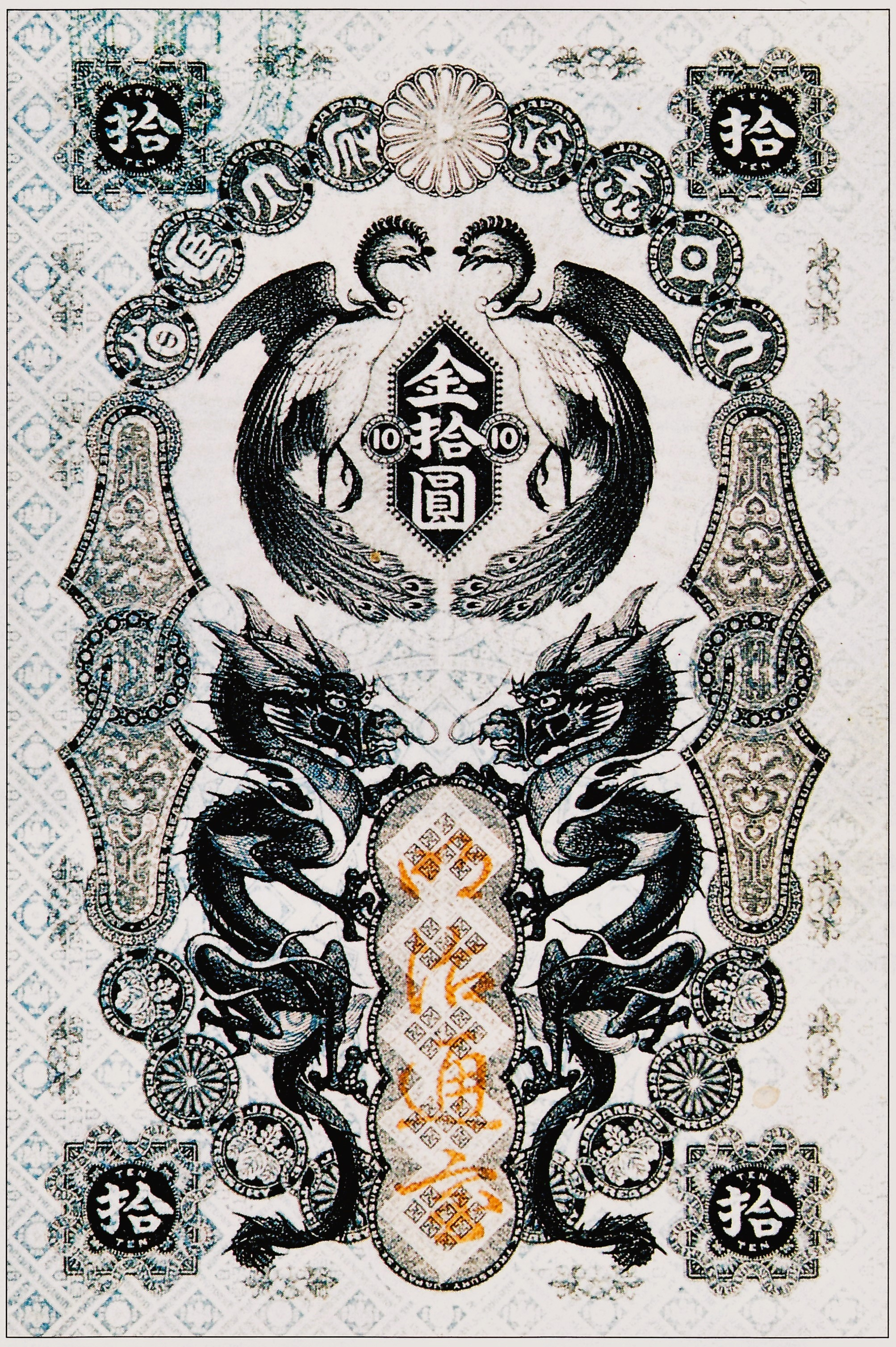
Japanische Banknote 1873
gedruckt in Frankfurt

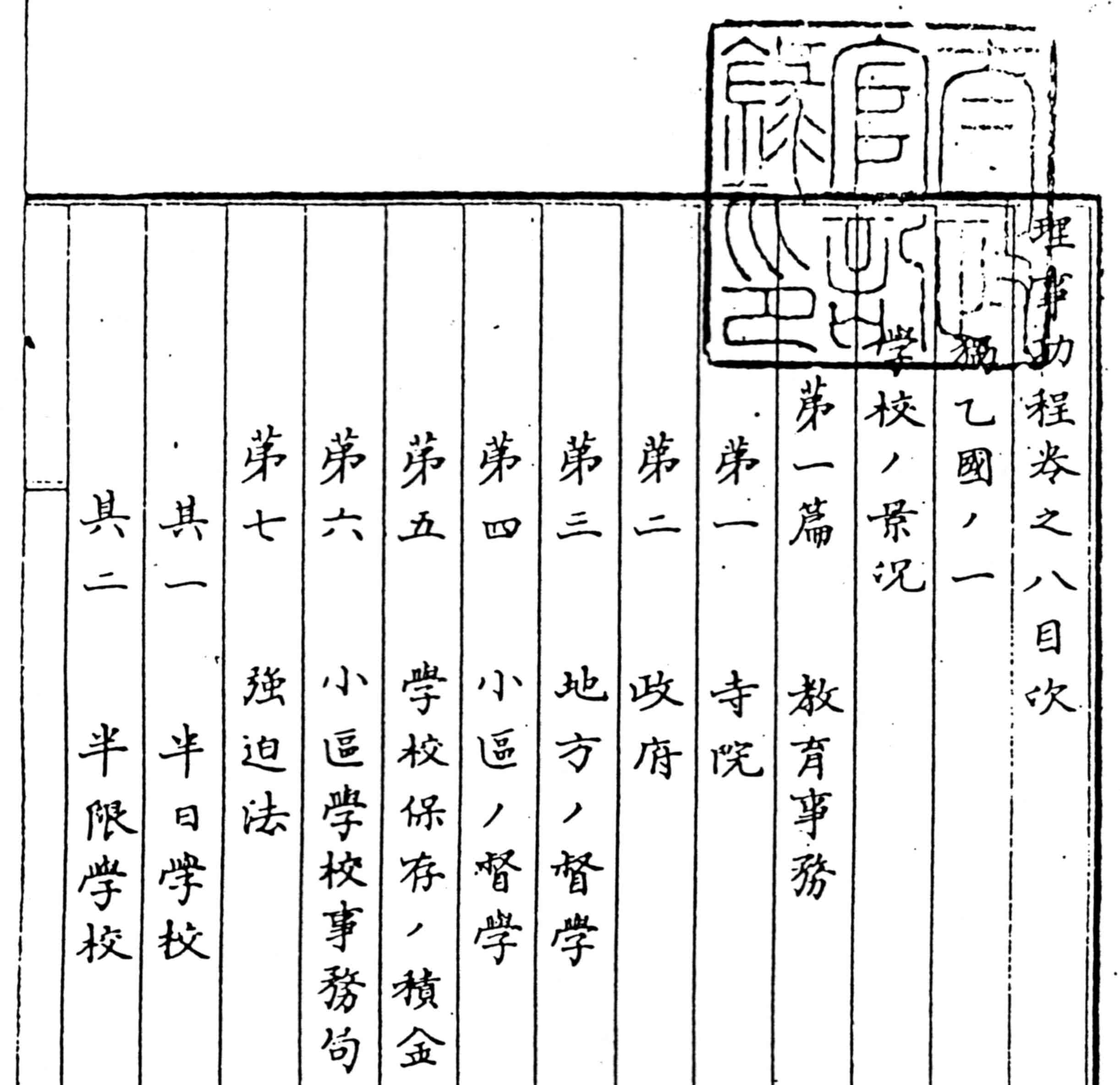
Beginn des offiziellen Berichts:
Erziehung in Deutschland

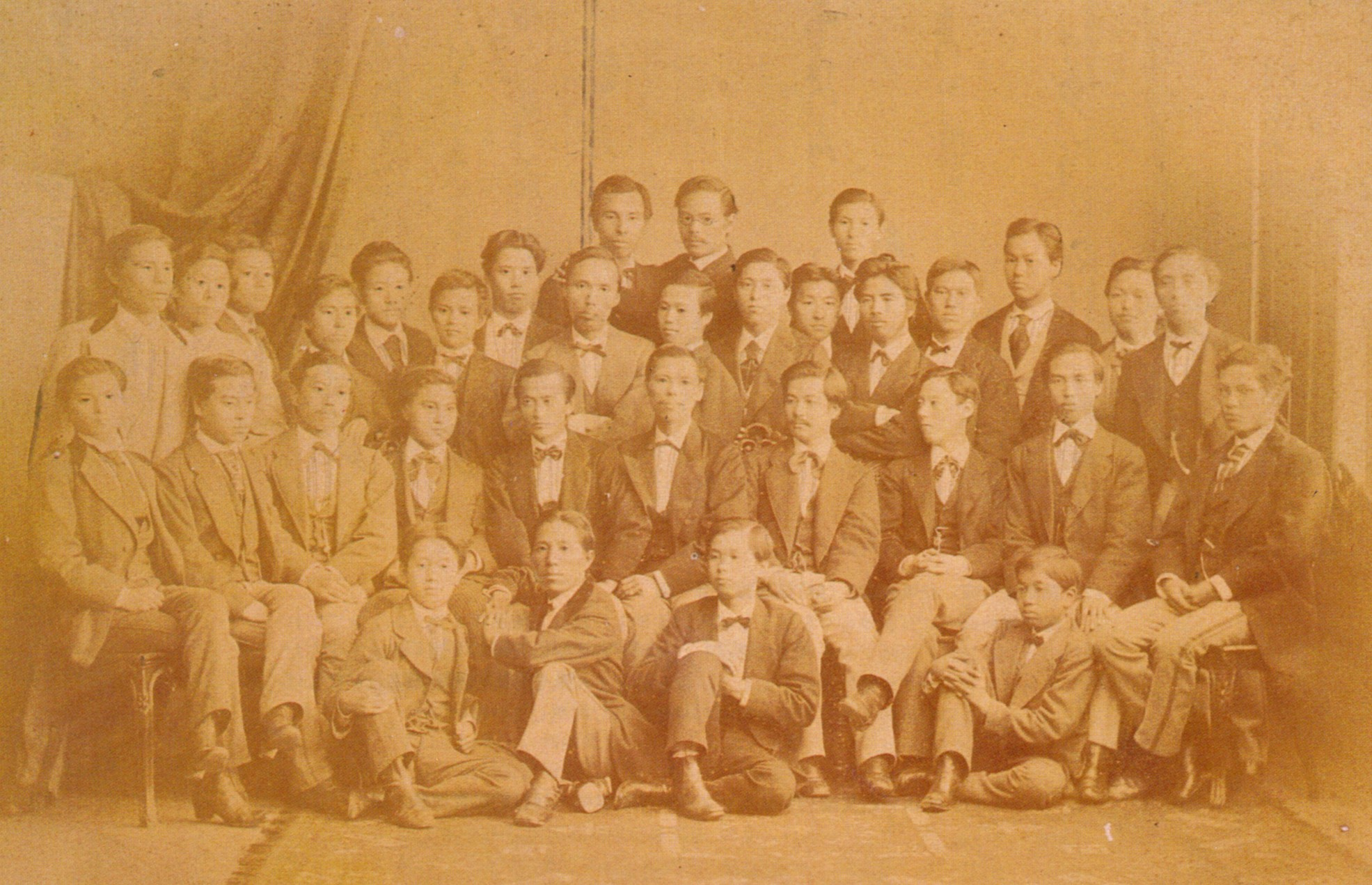
Japanische Studenten in Berlin um 1875, darunter Shimizudani, Bōjō

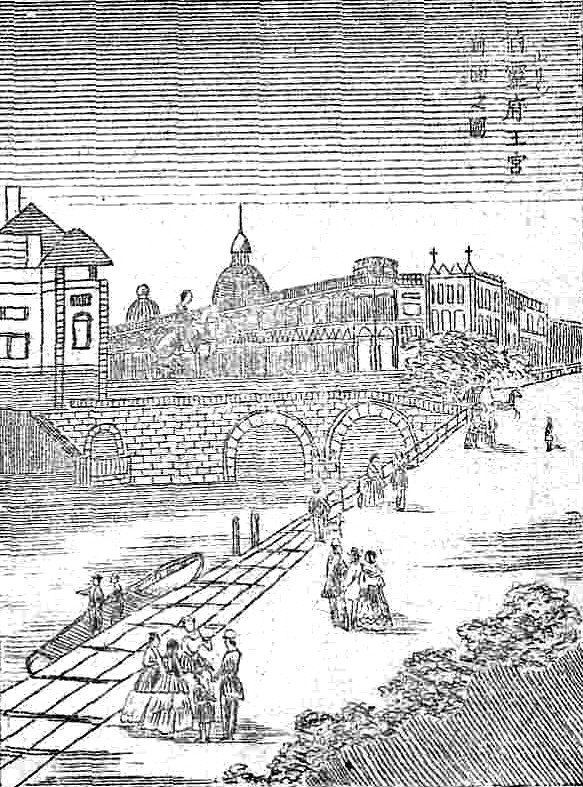
Schleusenbrücke mit Schloss, Uchida 1876

Die japanische Iwakura-Mission (japanisch 岩倉使節団, Iwakura shisetsudan), benannt nach ihrem Leiter, Fürst Iwakura Tomomi, besuchte im Rahmen ihrer Weltreise zwischen März und Mai 1873 das Deutsche Reich. Der Besuch Berlins stand dabei im Mittelpunkt.

## Verlauf der Reise in Deutschland
Durch den Bericht Kume Kunitakes, den Tagebuchaufzeichnungen Kido Takayoshis, einem der Stellvertreter des Fürsten, und durch Berichte in den deutschen Zeitungen sind wir über den Besuch in Deutschland gut unterrichtet. Von Holland kommend besuchte die Delegation die Kruppschen Werke in Essen und hielt sich dann drei Wochen in Berlin auf. Nach dem Besuch in Russland reiste sie mit dem Schiff von Kiel nach Kopenhagen und weiter nach Schweden. Von dort reiste sie ein drittes Mal nach Deutschland ein und machte in Hamburg, Frankfurt und München Station. In Frankfurt besuchte sie die Druckerei C. Naumann, die gerade die ersten modernen Banknoten Japans druckte.

## Der Besuch in Berlin
Da es nach der bereits in den USA gescheiterten Revision der Ungleichen Verträge mit dem Westen auch in Berlin nichts zu verhandeln gab, hatten die offiziellen Kontakte bis zur Abreise am 28. März mit gegenseitigen Einladungen eher gesellschaftlichen Charakter. Höhepunkt war der Empfang des Kaisers, der 11 Jahre zuvor als König schon die Takenouchi-Mission empfangen hatte. Es folgten Einladungen zur Eröffnung der Sitzungsperiode des Reichstages am 12. März, zum Geburtstag des Kaisers am 22. März, zur Oper, zum Pferderennen im Hippodrom. Den Kaiser traf die Delegation auch bei der Eröffnung der Großen Fischerei-Ausstellung und war beeindruckt, wie dieser sich ganz selbstverständlich unters Volk begab.
Die Mission nutzte die Zeit für Gespräche mit den in Berlin lebenden Japanern, mit dem Gesandten, Samejima Naonobu, mit Shinagawa Yajirō, der ursprünglich als militärischer Beobachter des Frankreich-Feldzuges 1870/71 nach Europa gekommen war, und mit Aoki Shūzō, der sich zu Studien in Berlin aufhielt. Insbesondere Aoki, später Botschafter, dann Außenminister, verstand es, die japanische Führungsspitze der Mission für Preußen und seine Verfassung zu interessieren. Die Vertreter der verschiedenen Ministerien sammelten Fachinformation und fertigten Berichte an.
Mit der Iwakura-Mission kamen einige Studenten nach Berlin, meist aus dem Hof-Adel (kuge). Darunter war Mushanokōji Saneyo, der zwar kurz nach der Geburt seiner Söhne starb, aber doch bei diesen, Kintomo und Saneatsu, ein Interesse an Deutschland hinterließ. Shimizudani Kinnaru (1845–1883) und Bōjō Toshiaya (1847–1906) machten nach ihrer Rückkehr Karriere, Ersterer in der Verwaltung von Hokkaidō, Letzterer im Militär und als Gouverneur der Präfektur Yamagata.

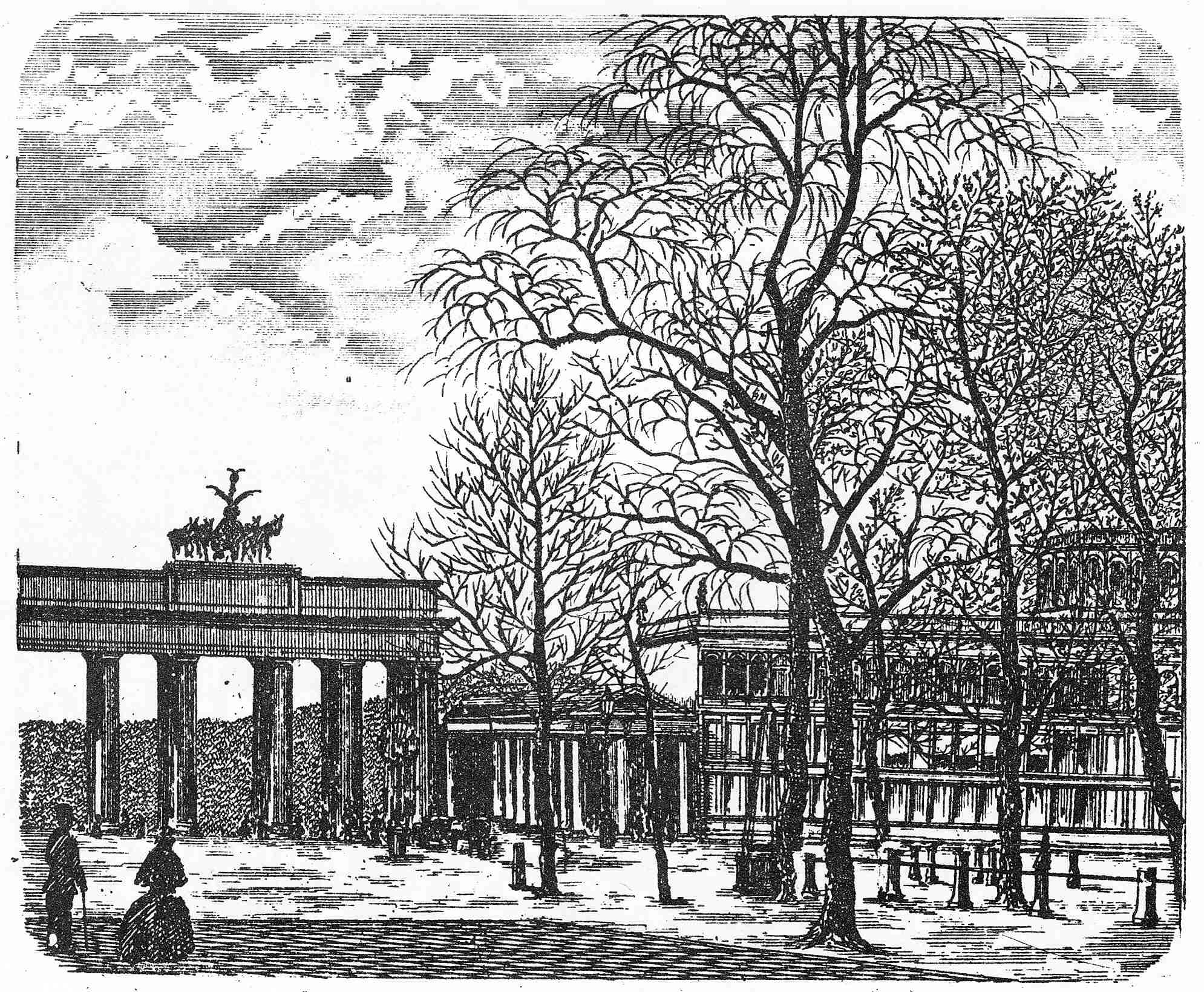
Brandenburger Tor
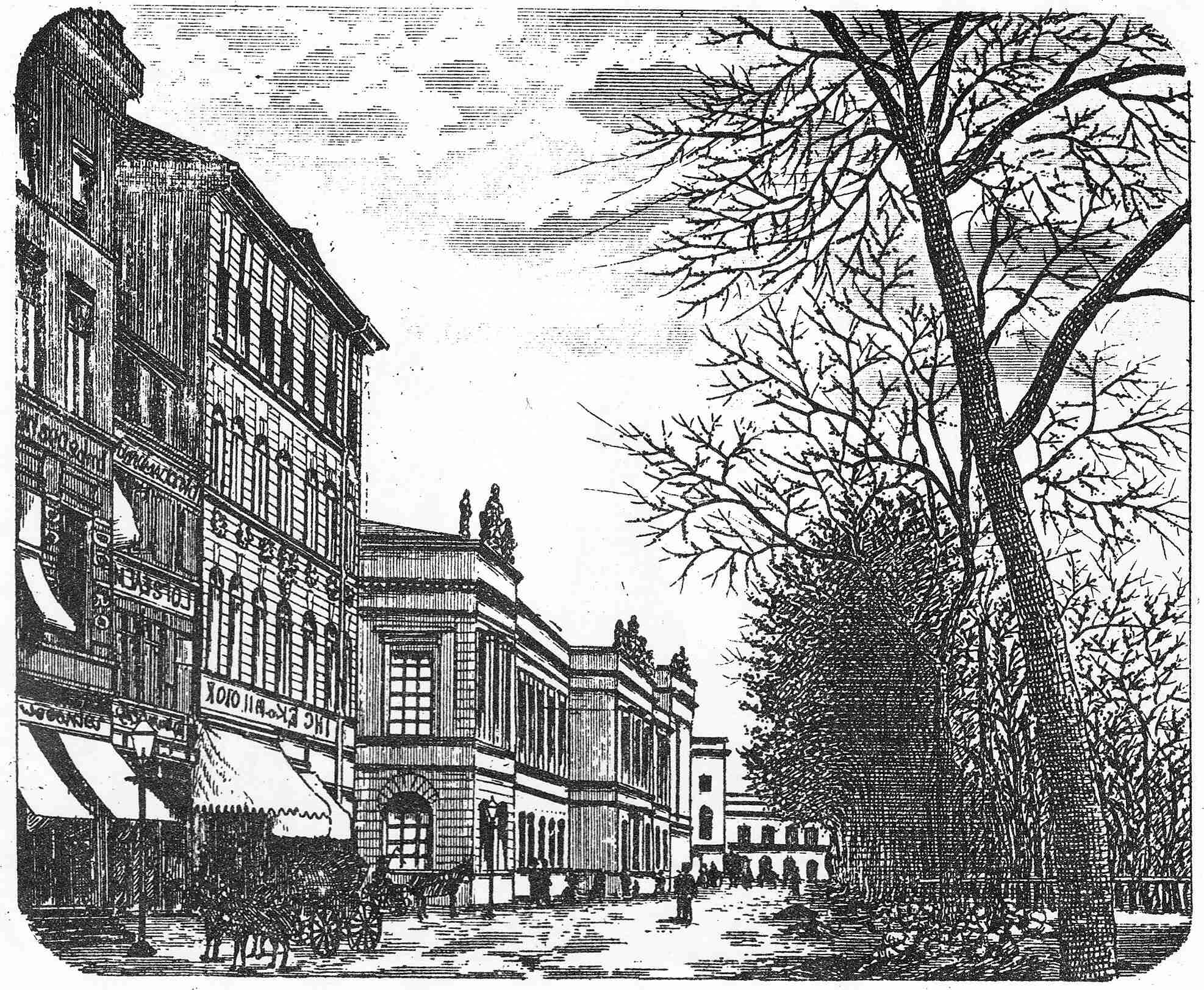
Unter den Linden: Hôtel de Rome, dahinter die Akademie der Künste
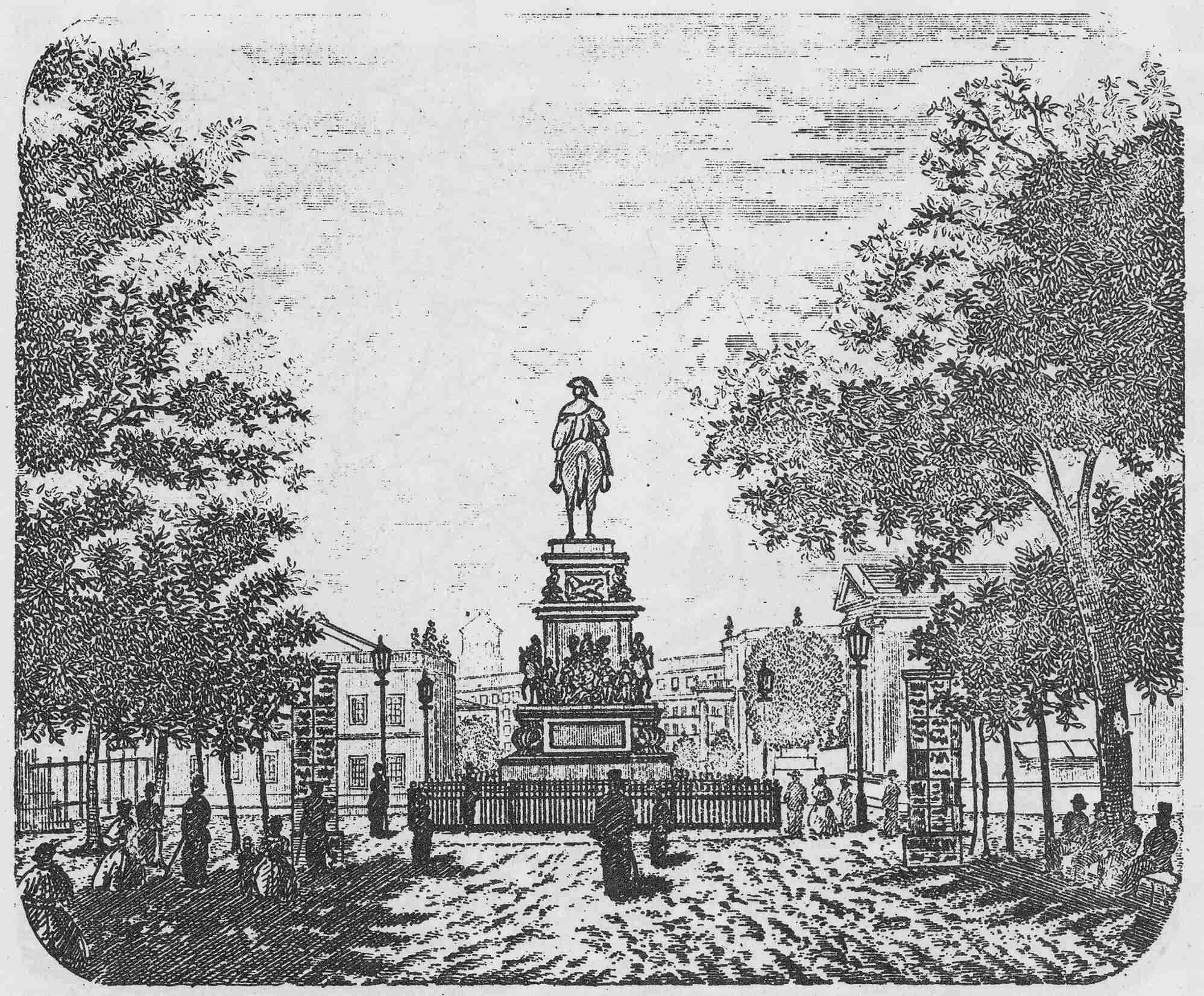
Unter den Linden: Friedrich II.
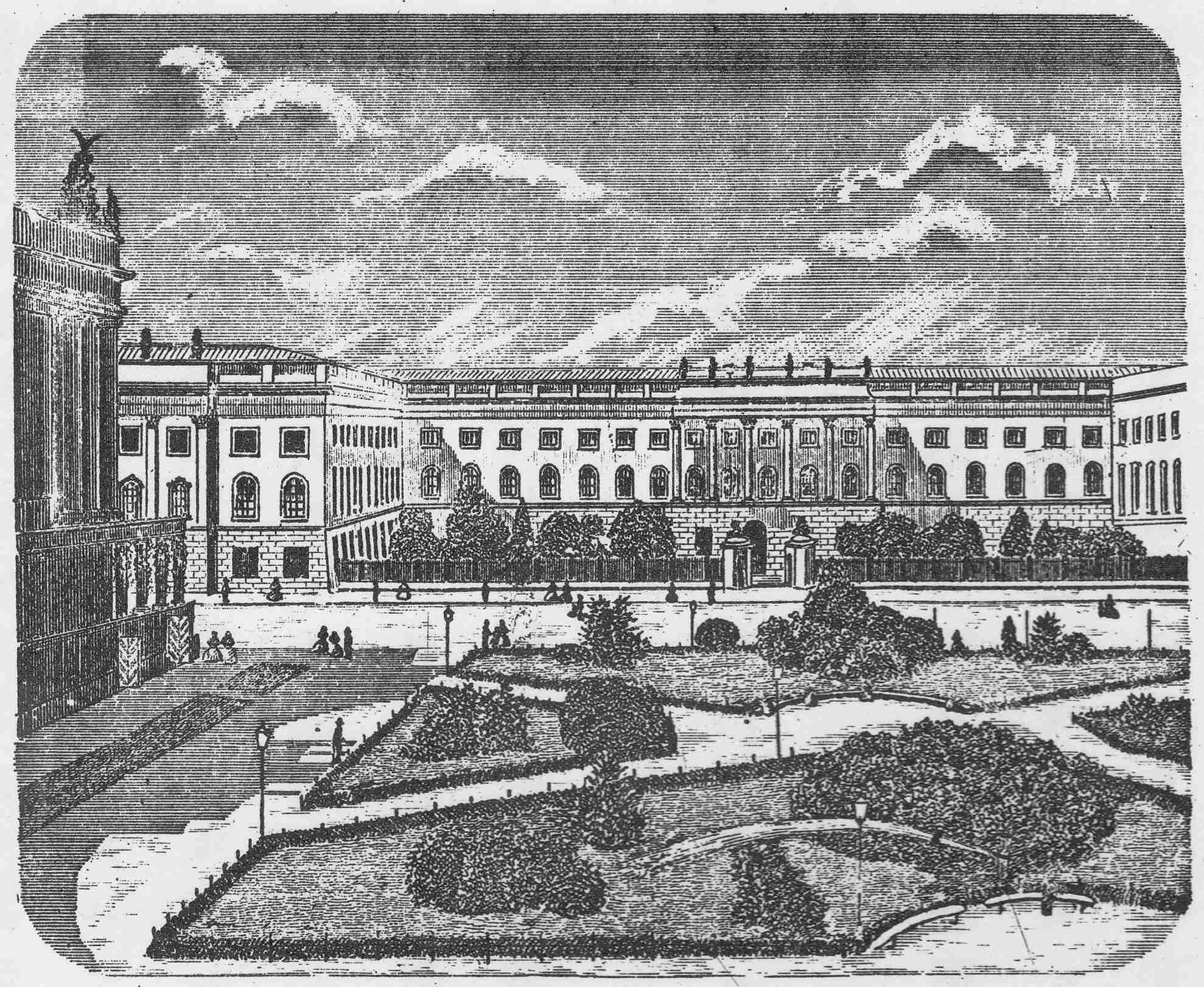
Friedrich-Wilhelm Universität
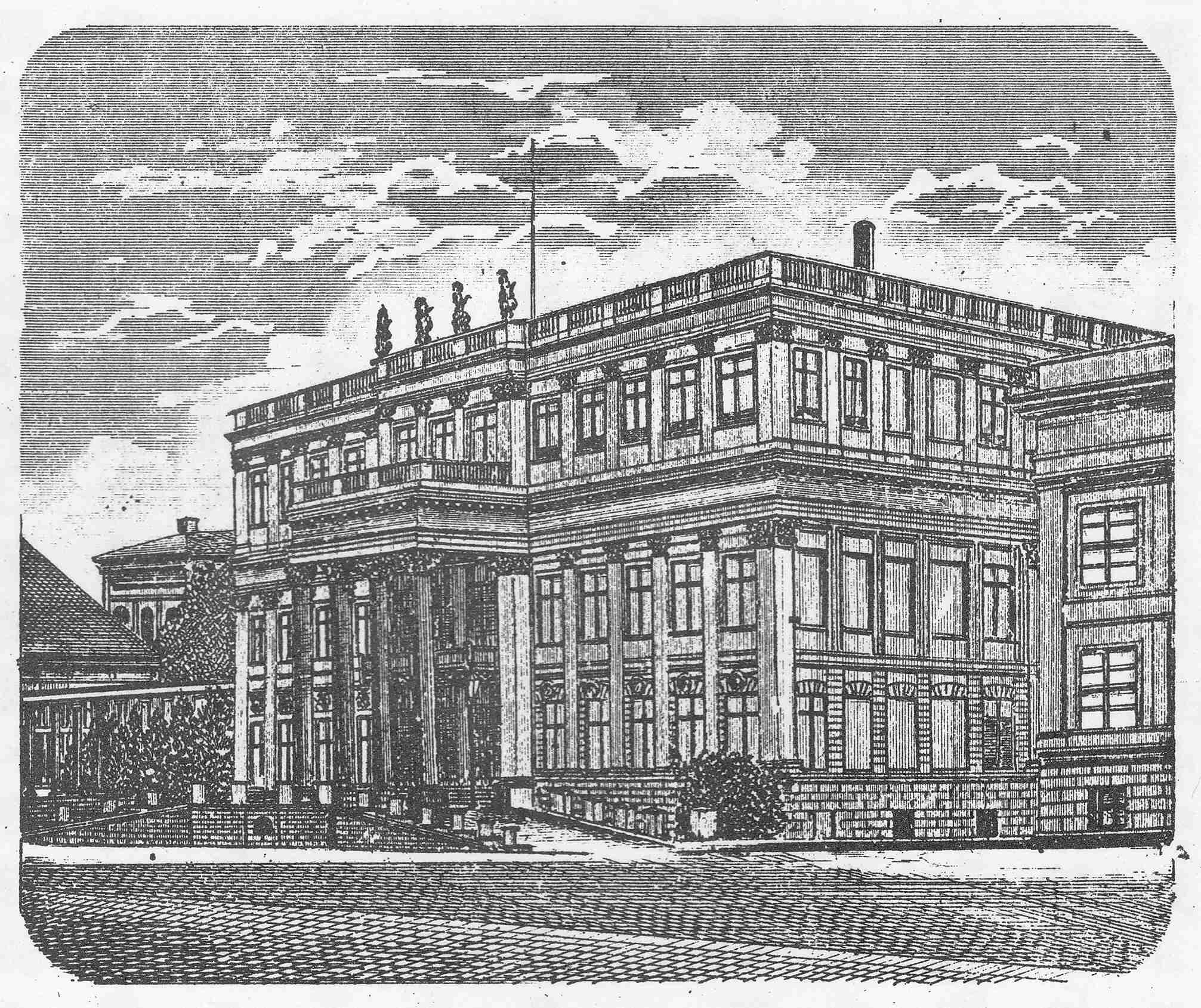
Kronprinzenpalais
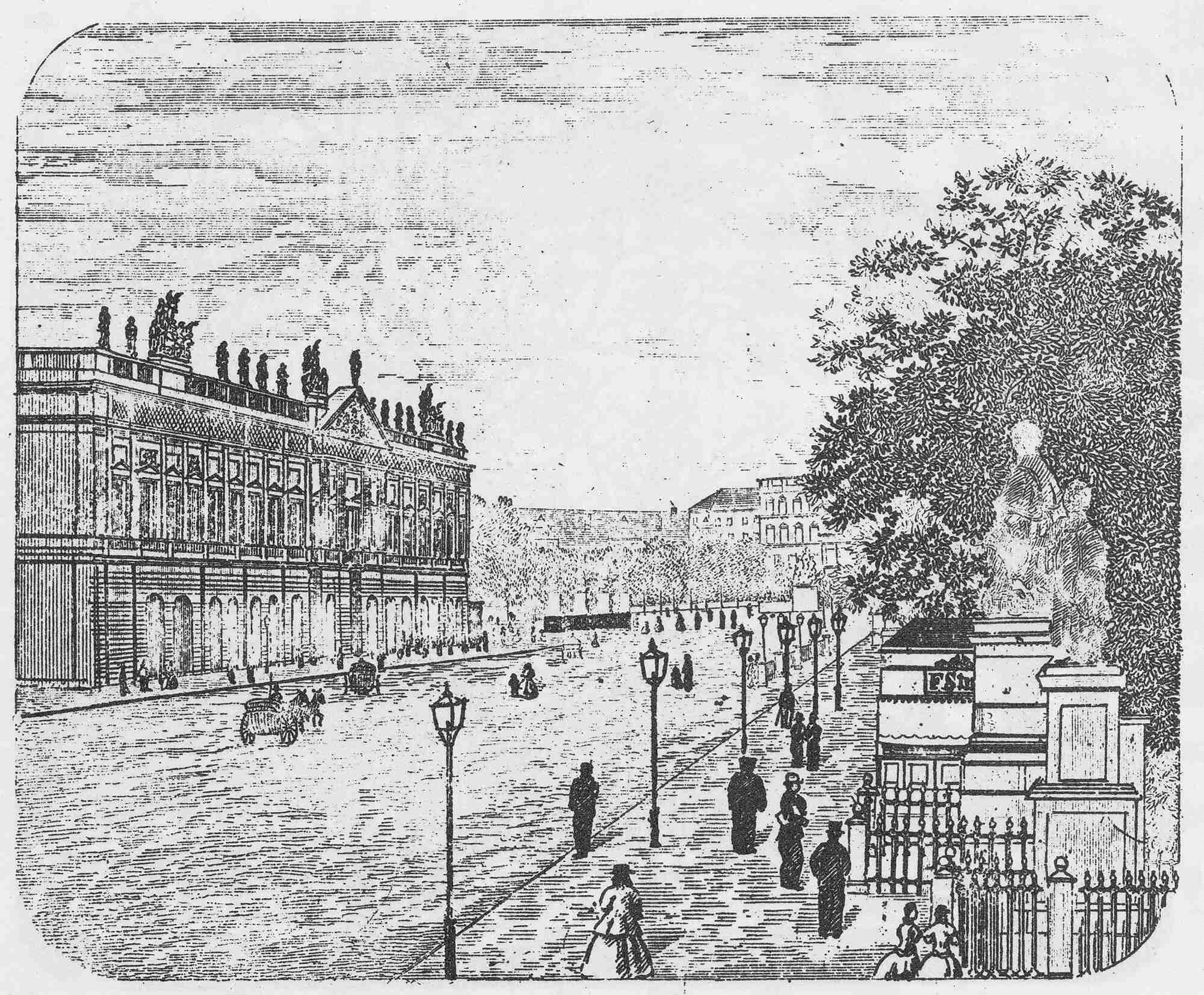
Zeughaus
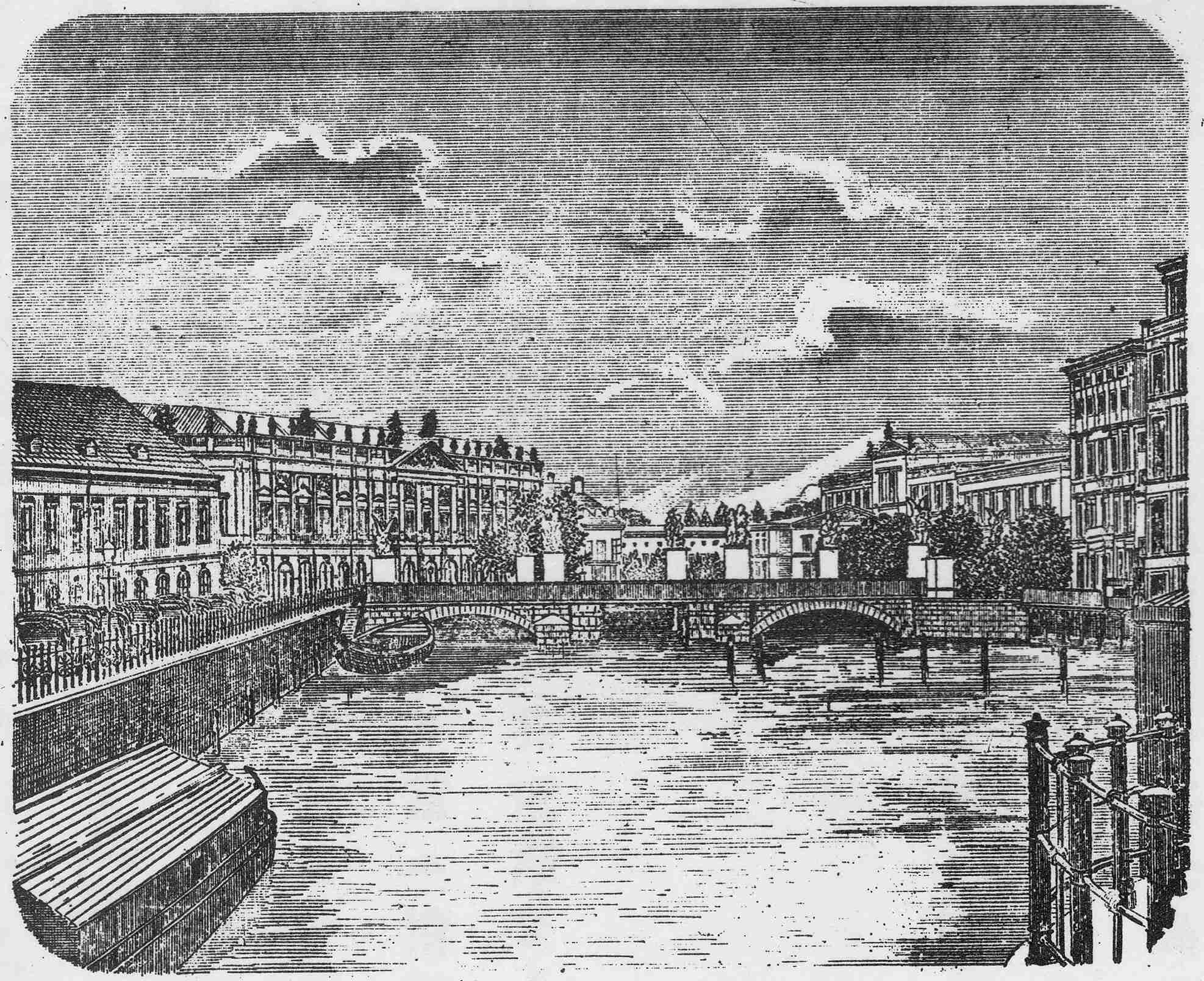
Schlossbrücke. Hinten links Zeughaus rechts Altes Museum
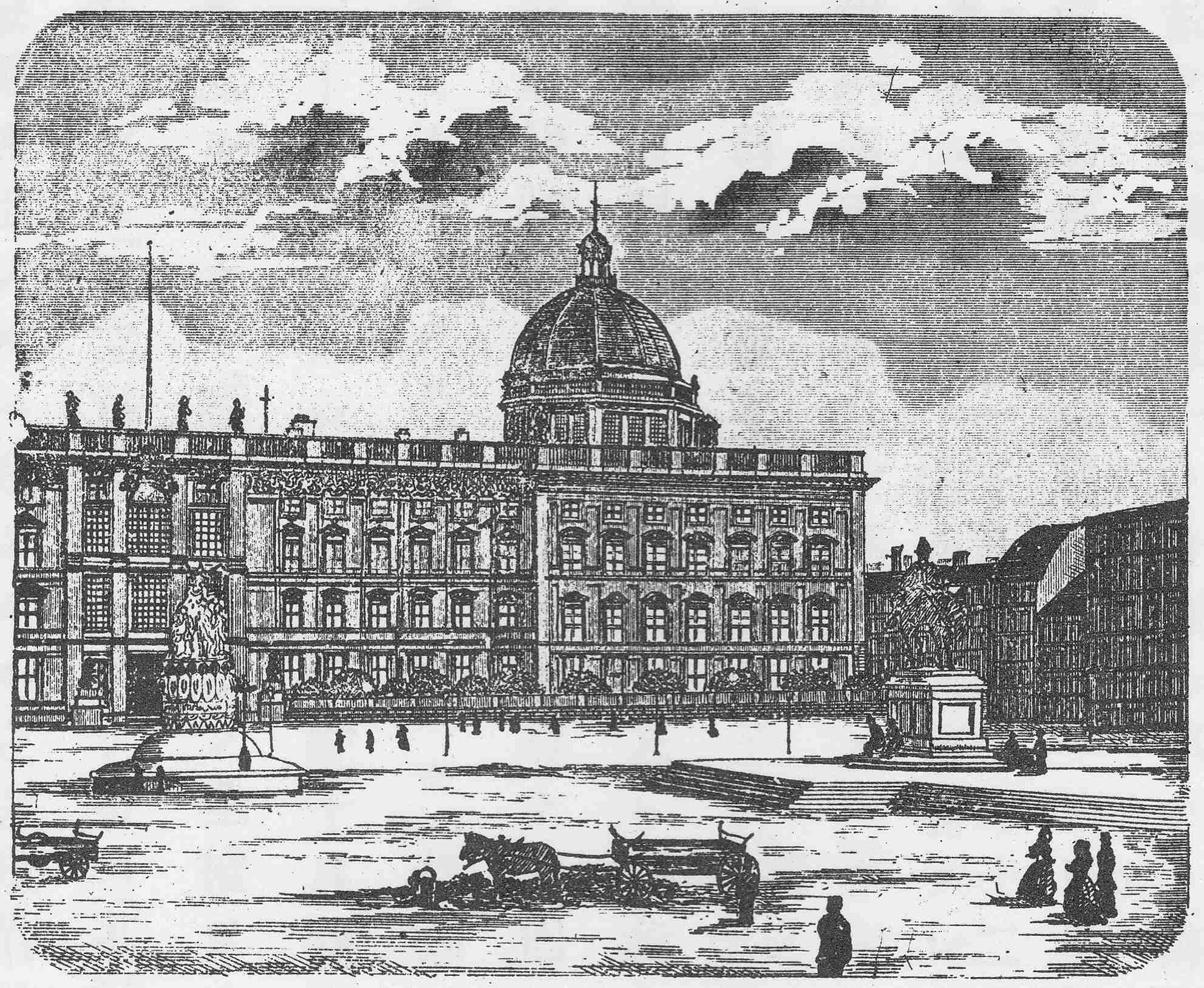
Stadtschloss
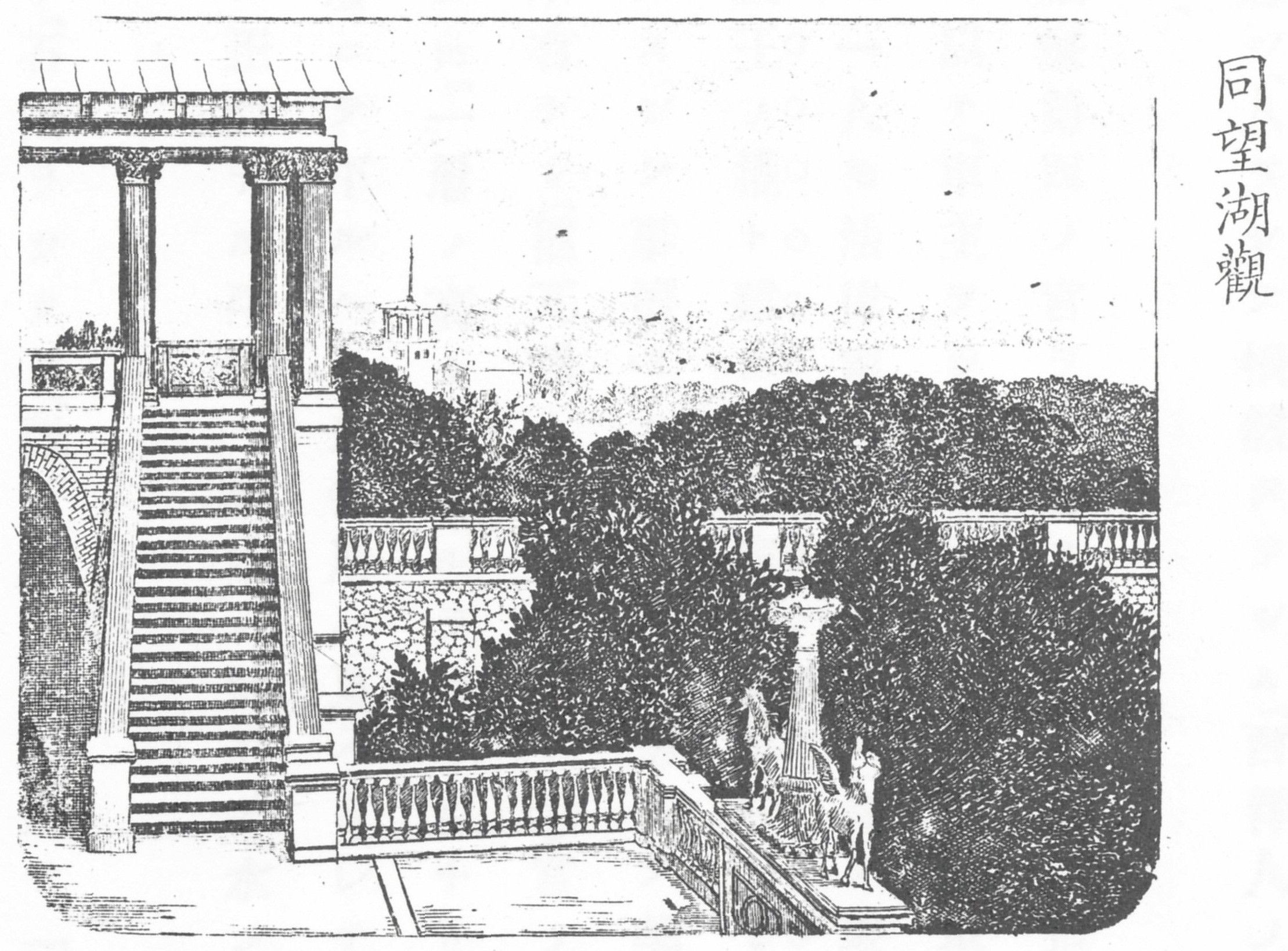
Potsdam, Belvedere

### Das Besuchsprogramm

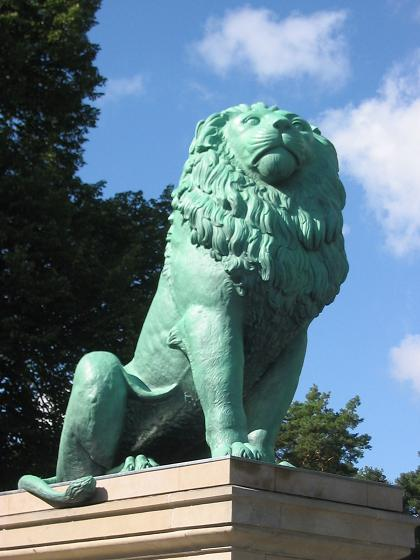
Der „Flensburger Löwe“
am Wannsee

Der Mission wurden in Berlin folgende repräsentative Einrichtungen vorgestellt (‡ = nicht mehr, bzw. nicht mehr in damaliger Form, vorhanden):
- 10.3. Zoologischer Garten, Tiergarten, Brehmsches Aquarium (Unter den Linden 68, Ecke Schadowstraße)‡
- 14.3. Siemens (Markgrafenstraße 94)‡, Charité, Kaiserin-Augusta-Hospital (Nähe Invaliden-Friedhof)‡, Altes Museum samt Granit-Schale davor
- 15.3. Königliche Porzellanmanufaktur, KPM, Akademie der Künste‡ (an der Stelle steht seit 1914 die Staatsbibliothek)
- 16.3. Zeughaus, Schloss Monbijou‡
- 17.3. Sodawasserfabrik Soltmann (Ecke Alte Jacobstraße/Hollmannstraße)‡, Preußische Staatsdruckerei‡, Sternwarte‡ (vor dem Halleschen Tor)
- 18.3. Franz Kaserne (Pionierstraße, heute Blücherstraße)‡, Dragonerkaserne (Belle-Alliance-Straße, heute Mehringdamm: Hauptgebäude als Finanzamt genutzt), Telegraphenamt‡, Münze‡
- 21.3. Gefängnis Moabit‡
- 24.3. Königliches Wilhelms-Gymnasium‡, Friedrich-Wilhelms-Universität (jetzt Humboldt-Universität Hauptgebäude)
- 25.3. Hauptdepot der Feuerwehr in der Lindenstraße 50‡, Große Fischerei-Ausstellung‡, Borsig‡

In Potsdam besuchte man am 27. März:
- Neues Palais
- Schloss Sanssouci samt Bildergalerie
- Belvedere auf dem Pfingstberg
- Marmorpalais
- Schloss Babelsberg

Beim Besuch im Zeughaus wird den Japanern erklärt, den riesigen Löwen im Innenhof hätte man 1864 den Dänen weggenommen, die ihn nach dem Sieg in der Schlacht bei Idstedt 1850 in Flensburg aufgestellt hätten. Kume erinnert sich, dass auf dem Waterloo-Denkmal ein Löwe steht, den die Engländer den Franzosen weggenommen hatten. Und er weiß auch, dass Napoleon die Quadriga auf dem Brandenburger Tor abtransportieren ließ. Er kommt, leicht ironisch, zum Schluss, in Europa ginge es bei den Kriegen um das gegenseitige Wegnehmen von Löwen.

### Eine Rede Bismarcks

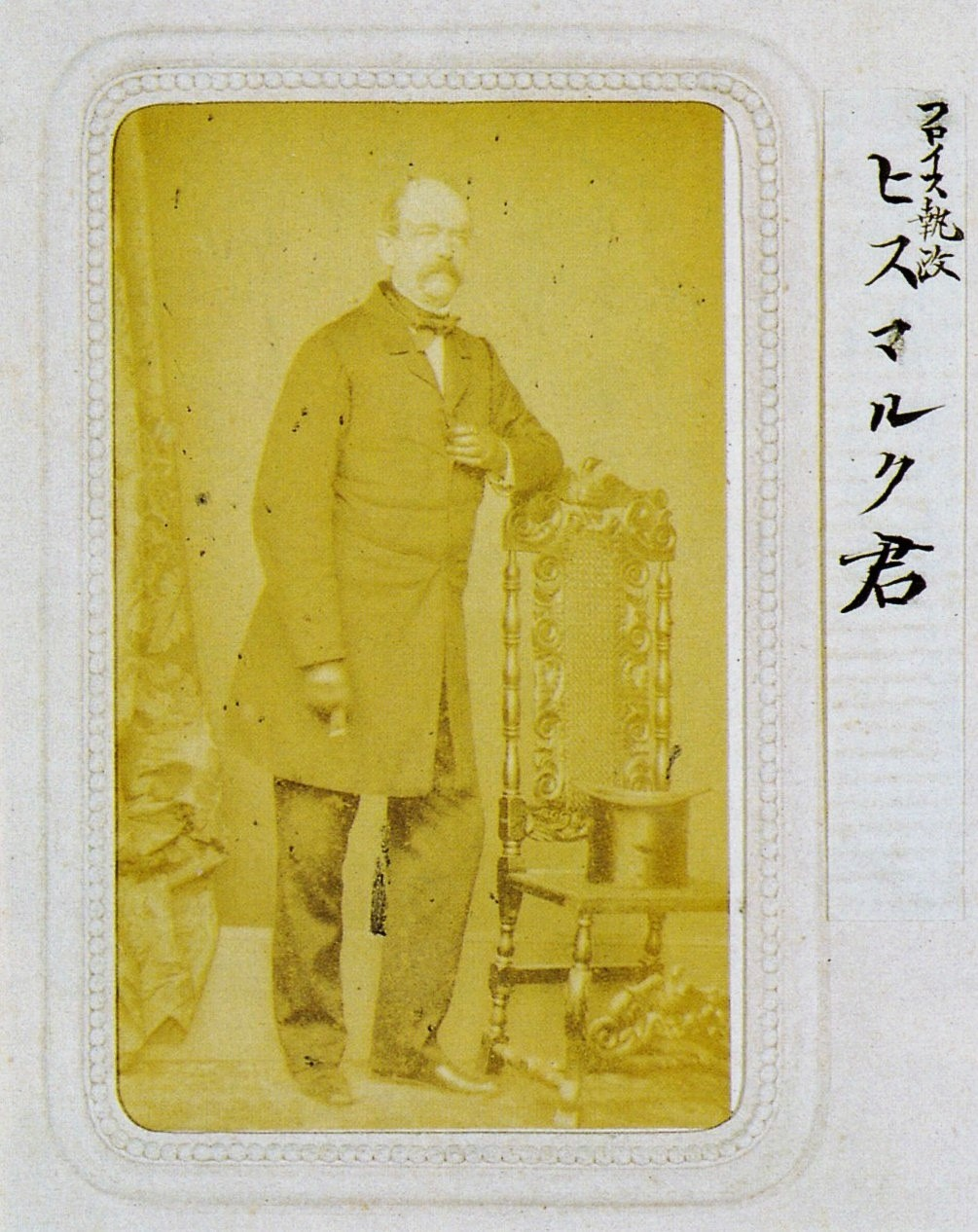
Bismarck (aus der Sammlung
Kido Takayoshi)

Bismarck gab, nachdem er am Tage zuvor die Mission im Hotel aufgesucht hatte, dieser ein Essen in seiner Residenz. Er hielt dabei eine Rede, die Kume in seinem Buch wiedergibt. Man findet sie auch als Eine neue Rede Bismarcks, aber diese ist eine Übersetzung aus dem Japanischen, zunächst abgedruckt in einer Zeitung anlässlich des Besuches von Itō Hirobumi 1901 in Berlin. Bismarck führte in dieser Rede aus, dass man zwar zurzeit die Einführung eines Völkerrechtes diskutiere, was aber schwachen Ländern bei der Durchsetzung ihrer Rechte wenig helfen würde. Japan müsse daher versuchen, stark zu werden. Er wünsche Japan viel Erfolg bei der Modernisierung des Landes und betonte, Deutschland beabsichtige nicht – im ausdrücklichen Gegensatz zu England und Frankreich – sich am Wettlauf um Kolonien zu beteiligen. (Dieses Versprechen konnte Bismarck am Ende seiner Dienstzeit nicht ganz einhalten.)

## Schlussbemerkung
Kume widmete Deutschland in seinem Werk trotz der relativ kurzen Besuchsdauer von nur einem Monat zehn Kapitel. Er beschreibt nicht nur die besuchten Orte, sondern widmet allen vier Königreichen, den Herzog- und Fürstentümern und den drei Stadtrepubliken Kapitel oder Seiten in seinem Werk. Kume, hochgebildet, beschreibt den Westen, Deutschland aus fernöstlicher Distanz. Dieser Blick von außen ist eine bemerkenswerte Ergänzung zum deutschen Geschichtsbewusstsein.
Für die japanische Seite war der Besuch in Deutschland wichtig, weil man dieses Land in einer ähnlichen Lage sah wie das eigene. Wie Deutschland – erst seit kurzem vereinigt – zu den wirtschaftlich-technisch überlegenen Ländern England und Frankreich aufschließen wollte und seinen Platz zwischen den etablierten Großmächten zu finden bemüht war, so musste Japan seinen Platz in der westlich dominierten Welt finden.
Nicht zu übersehen ist bei Kume, dass er zwar die westliche, die deutsche Technik anerkannte, Japan aber in gesellschaftlicher Hinsicht zumindest ebenbürtig sah. Auch entging Kume nicht, dass – zumindest in Deutschland – der Staat bemüht war, den Einfluss der Kirche zurückzudrängen, dass die deutsche Gesellschaft selbst begann, Religion in Frage zu stellen, in einer Bewegung, die Kume mit dem deutschen Wort Moral-Philosophie charakterisierte.
Unmittelbare Auswirkung hatte der Besuch vor allem auf die Verfassungsdiskussion zu Hause. Für die Übernahme der deutschen Hochschul-Ausbildung in der Medizin hatte man sich bereits vor der Reise entschieden, auf anderen Gebieten wirkte sich der deutsche Einfluss erst in den Jahren danach aus.